# Général du Pommeau
Général du Pommeau, född 3 maj 1994 i Frankrike, är en fransk varmblodig travhäst. Han tränades och kördes av Jules Lepennetier.
Général du Pommeau tävlade åren 1996–2004 och sprang in 3,6 miljoner euro på 106 starter varav 43 segrar, 19 andraplatser och 8 tredjeplatser. Känd för sin styrka och förmåga att i loppen hålla ett jämnt hårt tempo, var han under denna period en av världens bästa travhästar och han är en av Frankrikes vinstrikaste travhästar genom tiderna.
Han inledde karriären i september 1996 med en andraplats, därefter segrade han i 13 av 17 starter under sina två första säsonger 1996 och 1997. Han tog karriärens största seger i Prix d'Amérique (2000). Bland hans andra stora segrar räknas främst Critérium des Jeunes (1997), Prix Victor Régis (1997), Prix Paul-Viel (1997), Prix Albert-Viel (1997), Critérium des 4 ans (1998), Critérium Continental (1998), Prix Chambon P (1999), Åby Stora Pris (1999), Critérium des 5 ans (1999), Europeiskt femåringschampionat (1999), Prix Marcel Laurent (1999), Prix René Ballière (1999, 2000), Prix de Paris (2002) och Prix d'Été (2002). Han kom även på andraplats i lopp som Olympiatravet (2000), Prix de l'Atlantique (2000), Elitloppet (2000), Prix de Bourgogne (2001, 2002), Prix d'Amérique (2002) och Prix de France (2002) samt på tredjeplats i Oslo Grand Prix (2000), Prix d'Amérique (2001) och Kymi Grand Prix (2002).
För den svenska travpubliken är han särskilt ihågkommen för sin insats i Elitloppet 2000 på Solvalla där han slutade tvåa efter att ha travat utvändigt om Victory Tilly under hela loppet.
Efter karriären har han varit avelshingst. I Sverige är hans vinstrikaste avkomma Marquis du Pommeau (född 2003, död 2009), som under sin karriär sprang in 3 miljoner kronor och tillsammans med Örjan Kihlström segrade i 2006 års upplaga av Svenskt Trav-Kriterium. Under 2010-talet har Rapide du Pommeau (född 2008), som segrade i Malmö Stads Pris 2017, varit den mest framträdande avkomman på svensk mark.